# Coniella castaneicola
Coniella castaneicola är en svampart som först beskrevs av Ellis & Everh., och fick sitt nu gällande namn av B. Sutton 1980. Coniella castaneicola ingår i släktet Coniella och familjen Schizoparmaceae.   Inga underarter finns listade i Catalogue of Life.